# Roverismo
El roverismo es la etapa del Movimiento Scout en la cual participan, por lo general, los jóvenes entre 17 a 24 años. Es también llamado Rama Rover. Su origen en 1918 fue la necesidad de integrar a los jóvenes demasiado mayores para pertenecer a una patrulla de la Rama Scout del movimiento juvenil fundado por Robert Baden-Powell. Tiene su inspiración histórica original en los viajes de Odiseo y rescata el espíritu de caballerosidad de los Caballeros de la Mesa Redonda.

## Motivos de ser del Roverismo
1. Mantener a los antiguos Scouts bajo la influencia del escultismo.[1]
2. Recibir a los Scouts que volvían del Servicio militar ansiosos de regresar a la formación del escultismo.
3. Captar a aquellos muchachos que a los 16 o 17 años descubrían la existencia del Movimiento Scout, y que ya era demasiado tarde para incorporarlos a una patrulla de muchachos.

Se valoraron diversas opiniones, hasta que en 1918, Baden-Powell publicó un folleto con las reglas básicas para el roverismo, entre las cuales se incluía cómo organizar un clan, cuáles debían ser los requisitos de un jefe de clan y cuáles eran los objetivos del roverismo.

## Publicación de "Roverismo hacia el éxito"
En noviembre de 1922, Baden-Powell publica el libro Roverismo hacia el éxito. El propósito fundamental era el de motivar a los jóvenes en edad de roverismo a integrarse al movimiento.

## Programa de Jóvenes

### Marco simbólico
En muchas culturas, el final de la adolescencia es la edad de los viajes, cuando los jóvenes desean dejar sus familias por un tiempo para descubrir el mundo. 
La necesidad de ampliar los propios horizontes y sus conocimientos de las personas y la sociedad son reconocidas por Robert Baden-Powell en su libro Roverismo hacia el Éxito lo define:

“Por Roverismo no quiero decir vagabundear sin finalidad, lo que quiero decir es encontrar uno su camino por senderos con objetivo definido y teniendo una idea de las dificultades y peligros que va a encontrar en él”.

El hito de arribo es el que viaja, viendo cómo vive la gente en otro lugar antes de encontrar su propio lugar en el mundo, como en el mito de Ulises. Por eso B-P propuso el nombre de Rovers, símbolo de la vida por venir, hacia el desafío de la participación solidaria y comprometida en la comunidad propia y la elaboración de un proyecto de vida.
Este encontrar un camino se expresa en el Marco Simbólico para la Rama Rovers en una invitación a los jóvenes a vivir el ambiente de compromiso y solidaridad es decir, descubrir los desafíos y oportunidades del mundo actual, y así encontrar el propio camino para construir un mundo mejor y diseñar su proyecto personal de vida.
La madurez del compromiso que se invita a asumir exige asumir opciones religiosas, políticas, profesionales y afectivas. Es decir, llegar a actuar autónoma, responsable y solidariamente junto a otros como propone el Proyecto Educativo del Movimiento Scout.
Su lema es "Servir" o "Siempre listos para servir". Su símbolo es el de la "horquilla", cayado que el rover consigue de la naturaleza en su campamento de soledad, la noche anterior a su promesa. La horqueta, cuyo tronco principal acaba en una bifurcación, recuerda al rover que todas las acciones de la vida pueden emprenderse conforme al camino del bien o del mal. Toda horqueta tiene un tronco secundario más grueso que el otro, y éste es el que representa el camino del bien, fuerte y próspero, fuente de nuevas ramas, muestra del crecimiento y del vigor del árbol sano.

#### El arquetipo: los viajes deUlises
El poeta francés Pierre de Ronsard describió bien esta motivación con las siguientes palabras:

“Feliz quien, como Ulises, ha hecho un largo viaje, igual que aquél que conquistó el vellocino, y ha regresado luego, sabio y lleno de experiencia, para vivir entre su gente el resto de sus días.”

Pareciera que los jóvenes necesitan ir y ver cómo vive la gente en otro lugar antes de encontrar su propio lugar en la sociedad, como en el mito de Ulises. 
Robert Baden-Powell, por lo tanto, propuso acertadamente el nombre de Rovers para la rama mayor como símbolo de la vida por venir, para la que un joven se está preparando.
Para los jóvenes, el Roverismo es también la oportunidad de construir su propio proyecto de vida, organizarse entre ellos, establecer relaciones constructivas con otros, compartir sus observaciones, sus descubrimientos y desarrollar su autonomía. Les da la oportunidad de descubrir otras culturas, estilos de vida y ampliar sus horizontes y experiencia del amplio mundo. El Roverismo es una aventura que ya no es simbólica o imaginaria, ya que permite a los jóvenes probar el papel real de adulto por medio del servicio y las actividades de desarrollo comunitario. Establece vínculos de solidaridad más allá de las barreras sociales, culturales, nacionales o étnicas y alienta la integración social y profesional. Es una aventura en el corazón de la vida real, la ruta de la vida.
En su libro Aventuras africanas, Robert Baden-Powell dice: 

“... la vida es corta; parte de ella es desperdiciada por personas que se dejan llevar por una vida vegetativa. Un poco de viaje a través de este mundo magnífico, les dará la apertura de espíritu y la disposición amigable que desarrollará el alma de las personas y la buena voluntad y la paz en el mundo.”

### Liderazgo y proyectos comunitarios
Este compromiso y solidaridad del marco simbólico se apoyan en la identificación con la comunidad local (la descubierta de las problemáticas comunitarias locales por ejemplo) y en abrirse a una dimensión global (comprensión intercultural).
La etapa rover del Escultismo se caracteriza por la progresiva independencia de cada joven respecto al resto del grupo, presentando y organizando sus propios viajes y proyectos junto a otros, que pueden no ser miembros del Movimiento Scout.
Todo esto se hace con el fin de que el joven encuentre su "opción" y sea protagonista de su proyecto personal de vida.

### Oración Rover
En algunas organizaciones scouts nacionales se acostumbra hacer la siguiente plegaria.
La oración de los rovers, la oración del clan, tiene su origen en una oración de Santo Tomás de Aquino al Santísimo Sacramento, la cual fue escrita en Italia o Reino de Nápoles hace más de 750 años.
"Dadme, ¡oh Señor Dios mío¡, un corazón vigilante que por ningún pensamiento curioso se aparte de Vos; dadme un corazón noble que por ninguna intención siniestra se desvíe; dadme un corazón firme que por ninguna tribulación se quebrante; dadme un corazón libre que ninguna pasión violenta le domine."
Como se puede observar, es de este texto que se deriva la oración rover que es pronunciada por los Rovers de América Latina:
Dame Señor:

un corazón vigilante,

que ningún pensamiento vano lo aleje de Ti;

un corazón noble,

que ningún afecto indigno rebaje;

un corazón recto,

que ninguna maldad lo desvíe;

un corazón fuerte,

que ninguna pasión lo esclavice;

un corazón generoso,

para servir.

Amén.

A esta versión se le cataloga como canónica. Sin embargo, algunas asociaciones pueden incluir variaciones en la misma, como los Rovers de México, que utilizan esta variación, la cual incluye un verso adicional:
Dame Señor:

un corazón vigilante,

que ningún pensamiento vano lo aleje de Ti;

un corazón noble,

que ningún afecto indigno rebaje;

un corazón recto,

que ninguna maldad lo desvíe;

un corazón fuerte,

que ninguna adversidad quebrante;

un corazón libre,

que ninguna pasión lo esclavize;

un corazón generoso,

para servir.

Amén.

## Surgimiento histórico
Se nombró como primer Comisionado de Rovers de la Oficina Central al Coronel Ulick de Burgh, quien había servido al escultismo desde sus inicios. Los rovers también asistieron al primer Jamboree Mundial en 1920, junto al resto de scouts.